# Persea lingue
Espèce
Statut de conservation UICN

 NT  : Quasi menacé
Persea lingue est une espèce de plantes à fleurs de la famille des Lauraceae. Elle se rencontre en Argentine et au Chili, dans l'écorégion des forêts tempérées valdiviennes,. Elle est menacée par la disparition de son habitat.

## Liste des variétés
Selon Tropicos (20 août 2014) (Attention liste brute contenant possiblement des synonymes) :
- variété Persea lingue var. canescens Gay
- variété Persea lingue var. palustris Gay